# Cinema Madrid

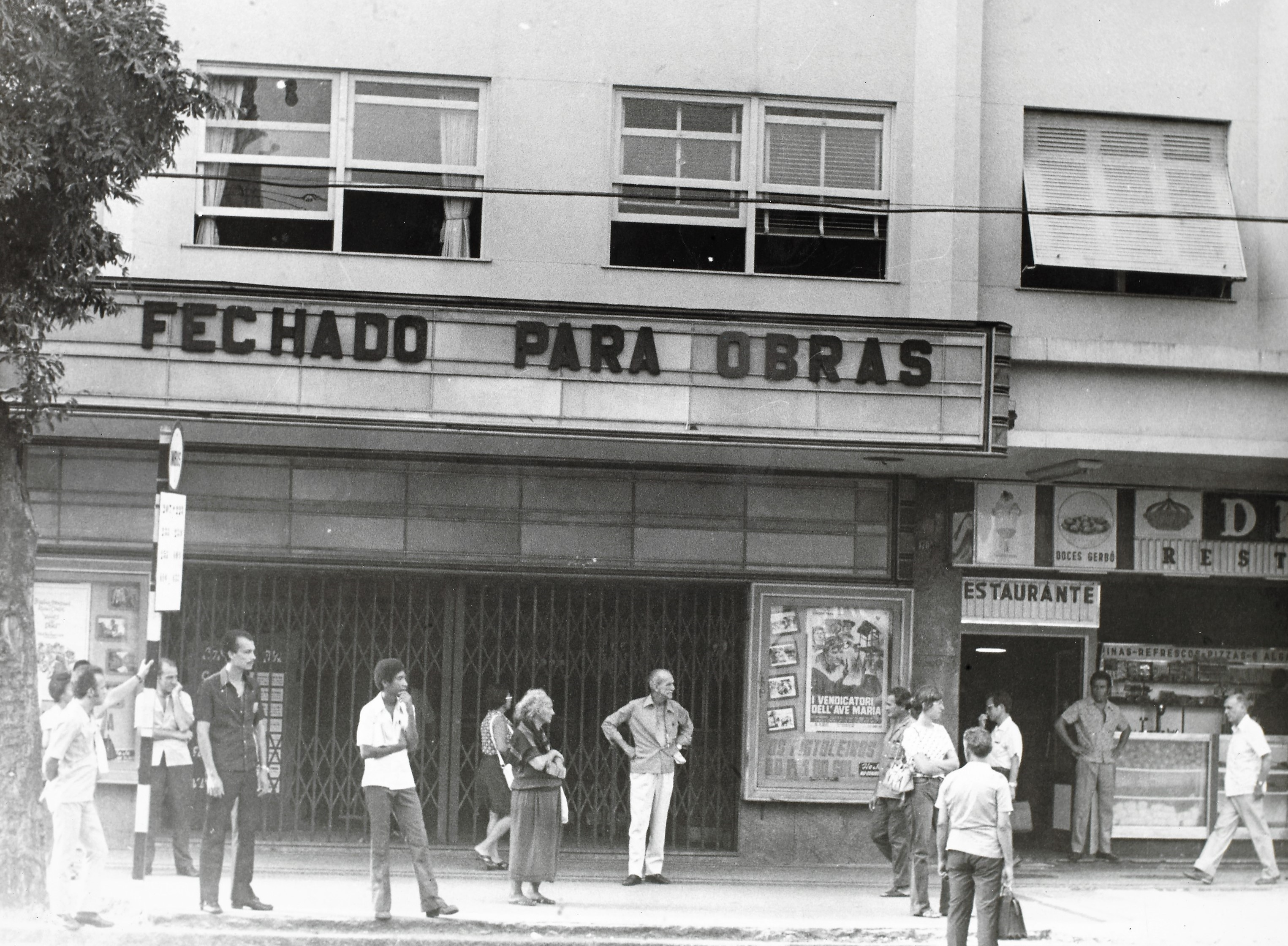
Cinema Madrid em 1973

O Cinema Madrid foi uma sala de cinema no bairro do Estácio, Grande Tijuca, Rio de Janeiro. Ficava na Rua Haddock Lobo, 170, bem próximo à famosa rua do Matoso. Um bar (Bar do Divino) ali próximo era ponto de encontro de famosos cantores e músicos, como Roberto Carlos, Erasmo Carlos, Wilson Simonal, Tim Maia, Jorge Benjor, Lafayette, Arlênio Lívio, Luiz Ayrão, futuros Blue Caps como Renato e Paulo César Barros, futuros Fevers como Luiz Carlos e Liebert Ferreira etc., inclusive alguns dos quais residiam nas vizinhanças. Foi inaugurado em 1954. Nos anos 70 o cinema sofreu um incêndio e colocado em reforma para depois nunca mais reabrir.

## Outros cinemas da região, hoje extintos
A região da Grande Tijuca, não restante mais nada atualmente. Entre eles estavam:
- Cine-Teatro América (Rua Conde de Bonfim) hoje é drogaria Pacheco. O prédio foi tombado;
- Cinema Avenida (Rua Haddock Lobo);
- Cine-Teatro Brasil (Haddock Lobo);
- Cine Santo Afonso (Rua Barão de Mesquita);
- Cinema Carioca (Conde de Bonfim) - hoje é IURD;
- Cine Metro-Tijuca (Conde de Bonfim);
- Cine Santa Rita (Rua São Francisco Xavier);
- Cinema Eskye (Conde de Bonfim) - hoje é uma loja da Casa & Video;
- Cinema Art-Palácio (Conde de Bonfim);
- Cine Roma (Rua Mariz e Barros);
- Cine Britânia (Desembargador Isidro);
- Cine Bruni Sáenz Peña (Major Ávila);
- Cine Rio (Conde de Bonfim);
- Cine Comodoro (Haddock Lobo) - 1967–1988;
- Cine Tijuca Palace (Conde de Bonfim);
- Cine Bruni Tijuca (Conde de Bonfim).
- Cine Olinda (Shopping 45)